# Anthracotherium
Anthracotherium ("bestia del carbón") es un género de ungulados extintos caracterizados para tener 44 dientes. Este género vivió durante el período Oligoceno, con una amplia distribución a través de Europa, África, Asia y Norteamérica.  Desapareció durante mediados del Mioceno medio, posiblemente debido a una combinación de cambios climáticos y competencia de otros artiodáctilos, incluyendo a los cerdos y a los hipopótamos (lo que pudo haber sido el caso en Europa).
El género tipifica la familia Anthracotheriidae, debido a que es el más exhaustivamente estudiado. En muchos aspectos, especialmente la anatomía de la mandíbula inferior, Anthracotherium, así como otros miembros de su familia, es relacionado con los hipopótamos, de los cuales se ha sugerido que es una forma ancestral. También se ha sugerido que los antracoterios, junto con los hipopótamos, pueden ser cercanos a los ancestros de las ballenas. El nombre le viene de haberse encontrado entre los lechos de lignito del Terciario de Europa.
La especie europea Anthracotherium magnum era aproximadamente tan grande como un hipopótamo enano (cerca de 2 metros de largo y pesando más de 250 kilogramos), pero también había varias otras especies menores procedentes de Egipto, India y Norteamérica.

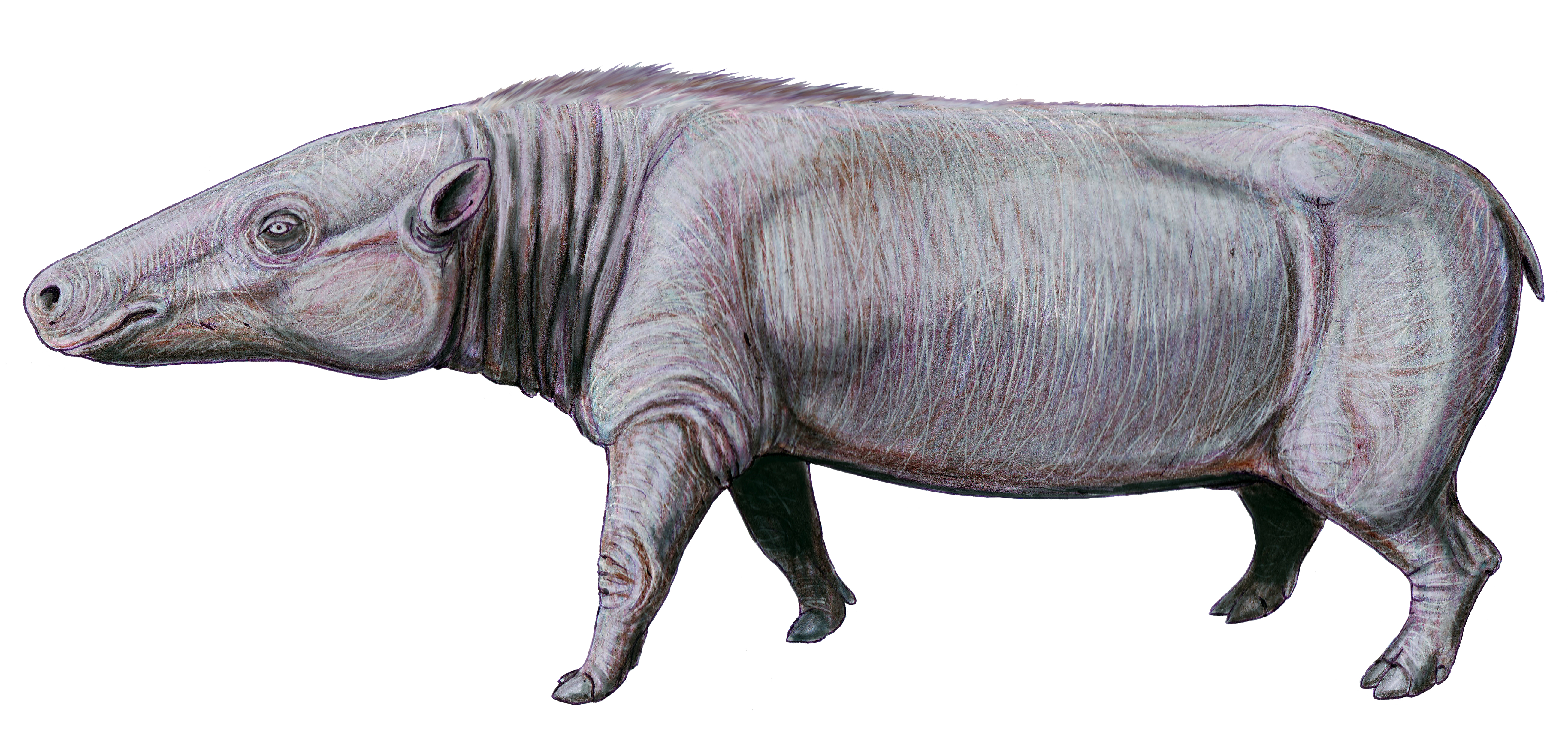
Anthracotherium magnum
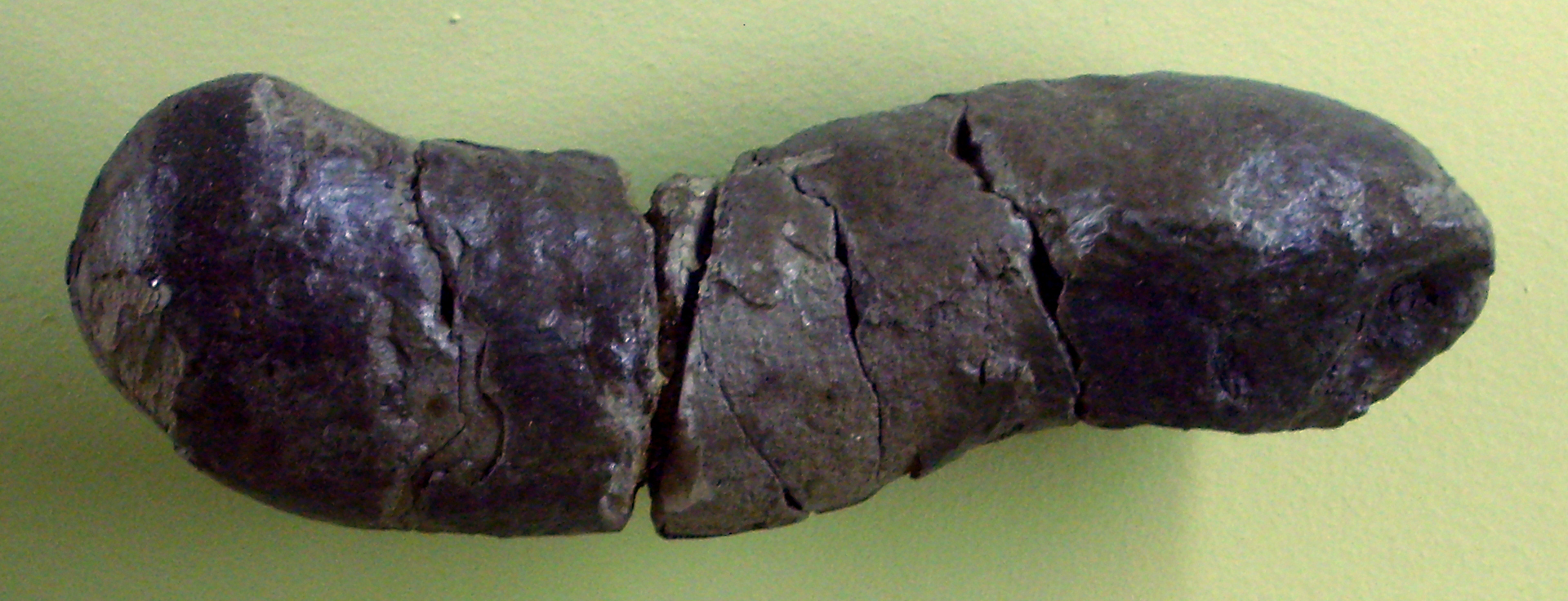
Coprolito de Anthracotherium sp. en el Museum für Naturkunde, Berlín